# Compsoctena africanella
Compsoctena africanella is een vlinder uit de familie Eriocottidae. De wetenschappelijke naam van deze soort is voor het eerst geldig gepubliceerd in 1909 door Embrik Strand.
De soort komt voor in het Afrotropisch gebied.